# Sirens Call
Sirens Call ist ein deutsch-niederländischer Dokumentarfilm im Format eines experimentellen Roadmovies über Meermenschen, Sirenen und hybride Wesen. Er ist der erste Langfilm von Miri Ian Gossing und Lina Sieckmann, die beide für Buch und Regie verantwortlich zeichnen. Die internationale Uraufführung des Films war im Februar 2025 bei den Internationalen Filmfestspielen Berlin.

## Handlung
Gossing und Sieckmann tauchen mit der Performance-Künstlerin und der nomadischen Sirene Una the Mermaid in ihre Subkultur der Merfolks ein. Der Film ist eine Mischung aus Science-Fiction, Roadmovie und Dokumentarfilm, um die Subkultur der Meermenschen zu erforschen.
Miri Ian Gossings und Lina Sieckmanns Film folgt in einer Mischung aus Performance, Fiktion und Dokumentarfilm Unas Selbstfindungsreise von amerikanischen Diners zu einem Roadtrip durch die Vereinigten.

## Produktion
Die Dreharbeiten begannen am 4. November 2020 an Drehorten in Portland (Oregon), San Francisco und Las Vegas (Kalifornien), Washington State, Utah, Idaho, Nevada, Hawaii, Köln und Hannover. Die Dreharbeiten endeten am 24. September 2022 an Drehorten in Ägypten und den USA. Gedreht wurde mit einer 16-mm-Kamera.

## Rezeption
Die Regisseurinnen in einem Interview mit Variety: „Im Jahr 2017 erfuhren wir zum ersten Mal online von einer Subkultur von Menschen in Portland, Oregon, die sich als Meermenschen identifizieren und behaupten, sich nicht nur als Sirenen mit Silikonschwänzen zu verkleiden, sondern dies wirklich als Identität in ihrem Alltag zu leben. Nachdem wir Una the Mermaid in Portland zum ersten Mal getroffen hatten - im bürgerlichen Leben eine Gefängnispsychologin - fühlten wir sofort eine ganz besondere Verbindung. Una und ihr Kollektiv verkörperten das, was wir uns schon lange für unsere Sirenenfigur vorgestellt hatten. Eine Sirene, die die Fähigkeit hat, interdisziplinäre Weisheit zu kombinieren, die Mensch, Natur und Maschine miteinander verbindet, während sie versucht, neue Wege des Miteinanders und der Welt zu finden.“

## Auszeichnungen
- Internationale Filmfestspiele Berlin 2025: nominiert für den Teddy Award[5]